# Giải tích số

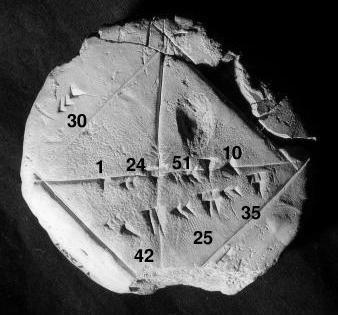
Bản ghi Babylon YBC 7289 (khoảng 1800–1600 TCN) với cách tính căn bậc hai của 2 bằng bốn phép cộng phân số, liên quan đến hệ lục thập phân (cơ số 60). 1 + 24/60 + 51/60^{2} + 10/60^{3} = 1.41421296... Ảnh của Bill Casselman.

Giải tích số (tiếng Anh: numerical analysis), còn gọi là phương pháp tính, là ngành nghiên cứu về thuật toán sử dụng các số xấp xỉ đối với hàm liên tục (phân biệt với toán học rời rạc).
Một trong những bản ghi chép toán học sớm nhất về giải tích số là một bản ghi Babylon YBC 7289, trong đó nêu một phép tính xấp xỉ {\displaystyle {\sqrt {2}}}, độ dài đường chéo của hình vuông đơn vị.

## Phương pháp trực tiếp và phương pháp lặp
|                | 3x3 + 4 = 28. |
| Trừ 4          | 3x3 = 24.     |
| Chia cho 3     | x3 = 8.       |
| Lấy căn bậc ba | x = 2.        |

| a     | b    | trung gian | f(trung gian) |
| ----- | ---- | ---------- | ------------- |
| 0     | 3    | 1.5        | -13.875       |
| 1.5   | 3    | 2.25       | 10.17...      |
| 1.5   | 2.25 | 1.875      | -4.22...      |
| 1.875 | 2.25 | 2.0625     | 2.32...       |